# Marie-Hélène Fontaine
Marie-Hélène Fontaine est une actrice canadienne-française qui interprète notamment Gratienne Desrosiers dans le téléroman franco-ontarien Météo+ tourné à Sudbury, diffusé sur TFO du  14 février 2008 au  28 avril 2011.

## Biographie
Née à Drummondville (Québec), Marie-Hélène Fontaine a roulé sa bosse çà et là en Europe et à travers le Canada pour aboutir à Toronto, où elle vit depuis 25 ans. Elle travaille tour à tour pour CBC, SRC, TFO, la radio de Radio-Canada et touche à toutes les différentes facettes du métier d’actrice. Quand elle ne joue pas au théâtre ou à la télé, elle peint des toiles qu’on peut voir dans plusieurs collections privées.

## Filmographie
Cinéma
- 1981 : Gabrielle
- 1985 : Canada's Sweetheart: The Saga of Hal C. Banks

Télévision
- 1987 : Air Waves
- 1995 : Under the Piano
- 1999 : The City
- 2008 : Météo+ : Gratienne Desrosiers

## Théâtre
- Le Collier
- Plan B au Tarragon